# ویلیام بلکستون

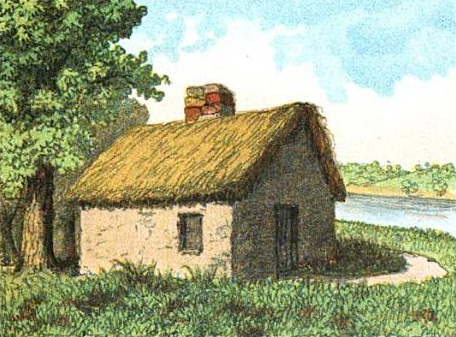
یک نقاشی فرضی از خانه بلکستون در بوستون بین سالهای ۱۶۳۰–۱۶۳۵ (تاریخ کشیدن نقاشی ۱۸۸۹)

ویلیام بلکستون (۱۵۹۵–۱۶۷۵) (به انگلیسی: William Blaxton) از اولین مهاجران انگلیسی بود که در نیو انگلند ساکن شد و از اولین اروپایی‌های دوره جدید بود که در بوستون و رود آیلند ساکن شد.

## زندگی
ویلیام بلکستون در هورنکستل، لینکلن‌شر انگلستان به دنیا آمد. در دانشگاه کمبریج شرکت کرده و در سال ۱۶۱۷ مدرک کارشناسی و در سال ۱۶۲۱ مدرک کارشناسی ارشدش را گرفت. سپس علی‌رغم اختلافاتی که با کلیسا داشت کشیش انگلیکن شد. همین امر او را مصمم کرد در سال ۱۶۲۳به گروهی که با فردیناندو گورجس به آمریکا می‌رفتند بپیوندد.
او در سال ۱۶۲۳ در سفر با کاپیتان رابرت گورجس با عنوان کشیش به ویموت، ماساچوست وارد شد. بدنبال بازگشت بیشتر هم سفرانش به انگلستان در سال ۱۶۲۵، او اولین فرد اروپایی ساکن بوستون شد، که به تنهایی در جایی که بعدها کومون بوستون و بیکن هیل، بوستون شد زندگی می‌کرد.
در سال ۱۶۳۰ پیوریتن‌ها به نزدیک چارلزتاون رسیدند؛ و در سال ۱۶۳۰ بعد از اینکه در یافتن آب آشامیدنی دچار مشکل شدند از آنها دعوت کرد در زمین او اقامت کنند. سپس پیوریتن‌ها ۲۰۰۰۰۰ متر مربع زمین خودشان را به بلکستون بخشیدند که او فوراً آنرا به خود آنها فروخت.
براساس گفته لوئیس لیند، نویسنده کتاب ویلیام بلکستون:حکیم بیابان (۱۹۹۳)، «دلیل کشمکش پیوریتن‌ها با بلکستون این بود که او کشیش کلیسای انگلیکن بود. پیوریتن‌ها او را متهم کردند که سعی می‌کند کلیسای مورد قبول انگلستان را به نیو کانتی بیاورد. دادگاه پیوریتن‌ها حکم به سوزاندن خانه او داد.»
در حالیکه پیوریتن‌ها هم با رهبران کلیسای تأسیس شده مخالف بودند، ثابت کردند که در برابر هرکسی که مخالف آنها باشد بی گذشت هستند. طولی نکشید که بلکستون از تعصب آنها خسته شد، و حدود ۵۶ کیلومتر به طرف جنوب بوستون و به تپه‌ای که مشرف به یک پیچ خوردگی وسیع بود، چیزی که بومی‌ها بعداً آن را رودخانه پاتاکت نامیدند و اکنون با نام رودخانه بلکستون نامیده می‌شود، نقل مکان کرد.
بلکستون اولین اروپایی بود که در سال ۱۶۳۵، قبل از اینکه راجر ویلیامز سال بعد کلونی اش را در پراویدنس تأسیس کند، ساکن رود آیلند شد. ناحیه‌ای که بلکستون در آنجا ساکن شد تا سال ۱۶۹۱ بخشی از کلونی پلی موث و سپس بخشی از کلونی ماساچوست بود تا در سال ۱۷۴۱ بخشی از رود آیلند شد.
خانه و مزرعهٔ بلکستون در جایی که الان  کامبرلند، رودآیلند نامیده می‌شود، بر روی رودی که الان نام او را دارد، قرار داشت. بلکستون نام خانه‌اش را «تپهٔ مطالعه» گذاشت او می‌گفت که بزرگترین کتابخانه کلونی‌های آن زمان را داشت. (تقریباً در ۱۶۷۵کتابخانه و خانه‌اش در طی جنگ شاه فیلیپ سوخت) او گله داری می‌کرد، باغداری می‌کرد و یک باغ سیب کاشت. او اولین سیب‌های آمریکایی، سیبهای زرد شیرین را کاشت. مزرعه اش در لانزدیل کامبرلند قرار داشت. آن مکان اکنون کارخانه Ann & Hope است.
گرچه راجر ویلیامز و بلکستون در مورد بسیاری از موضوعات مربوط به علوم الهی با هم همنظر نبودند، هر دو بر روی حق مخالفت داشتن هم عقیده بودند و ویلیامز از بلکستون دعوت کرد که در پراویدنس به طور منظم برای پیروان او موعظه کند. بلکستون در بخشهای مختلف رود آیلند به موعظه کردن ادامه داد و به عنوان کشیش پیشقدم کلیسای اسقفی در ایالات متحده آمریکا شناخته می‌شود.
او مدارای نوع مسیحی را به بومی‌های آمریکا در زیر یک درخت بلوط موعظه می‌کرد که الهام بخش مسیحیان سراسر دنیا شد. اوهنگام موعظه در کامبرلند موعظه اش را زیر یک درخت بلوط نزدیک خانه‌اش انجام می‌داد. درخت قرنها وجود داشت تا اینکه در توفان سال ۱۹۳۸ از بین رفت.
به طور مختصر، بلکستون در سال ۱۶۵۹ به بوستون بازگشته و در سن ۶۴ سالگی با یک بیوه، سارا فیشر استونسون ازدواج کرد. ویلیام و سارا فقط یک فرزند به نام جان داشتند. سارا در سن ۴۸ سالگی درگذشت، و بلکستون در سال ۱۶۷۵ در سن ۸۰ سالگی با به جا گذاشتن زمینهای کشاورزی و دارایی قابل توجهی درگذشت.

## ارث

### هم نام

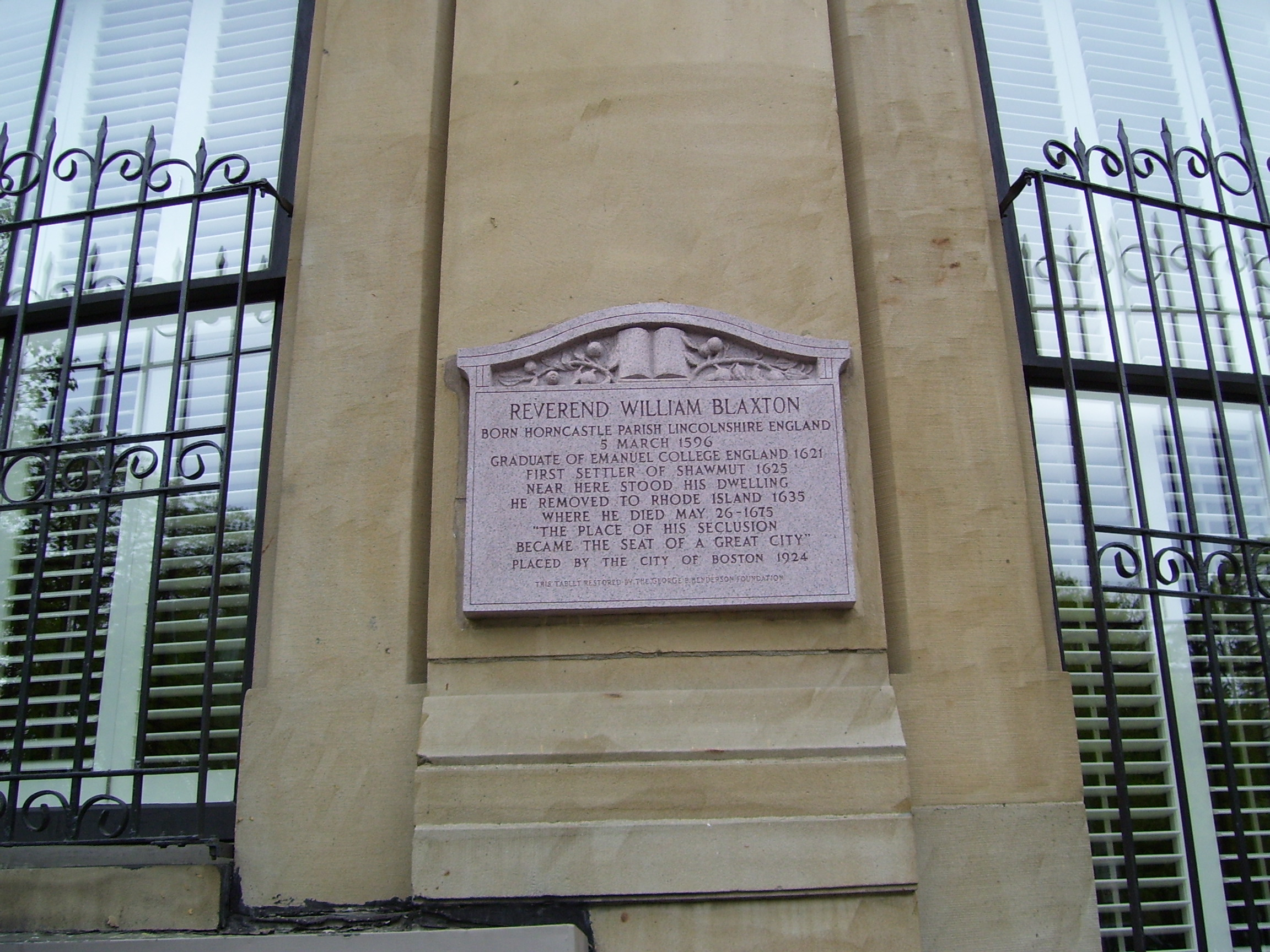
پلاک ویلیام بلکستون در خیابان بیکون روی کومون بوستون، کشتزار اصلی بلکستون

- بلک استون، ماساچوست
- رودخانه بلک استون
- دره بلک استون اثر تاریخی ملی
- کانال بلک استون

- خیابان بلک استون در بوستون
- بلوار بلک استون در پراویدنس

### یادبود
- پارک یادبود بلک استون در کامبرلند، رود آیلند
- پلاکی در خیابان بیکون که محل خانه او را مشخص می‌کند.
- پلاکی در پارک کومون بوستون که یاد فروش خانه او را گرامی می‌دارد.

### فرزندان مشهور
- تیموتی بلکستون، کارخانه دار

### در ادبیات و فیلم
ویلیام بلکستون و مبارزه اش با پیوریتن‌ها چند بار در رمان زیر آتشفشان نوشته مالکوم لاوری ذکر شده است و در فیلمی که در سال ۱۹۸۴ براساس آن ساخته شده به طور خلاصه آمده است. قهرمان داستان جفری فیرمن اظهار می‌کند: از نظر شخصی من دوست دارم نزدیک ویلیام بلکستون، مردی که رفت تا بین افراد بومی زندگی کند، دفن شوم. (زیر آتشفشان، فصل دوم)